# Остров Стрижёва (Новосибирские острова)
Остров Стрижёва — остров в море Лаптевых, расположенный в 4 км от южной оконечности острова Бельковский. Административно находится в составе Якутии. По данным космической съёмки (2018 год) остров имеет площадь ок. 1 га, максимальную длину ок. 230 м (в направлении с северо-запада на юго-восток), максимальная ширина острова составляет ок. 80 м.
Остров был назван будущим адмиралом Колчаком в честь Петра Стрижёва:
«Пётр Стрижёв был отличным каюром, в зиму 1901/02 годов он вместе с А. Колчаком совершил большую санную поездку для съёмки и геологического обследования островов Бельковского и Семёновского, затем отправился на остров Котельный. Именно в это время по предложению Колчака на карте Арктики появился второй остров Стрижёва».

## Карта
Лист карты S-53-А,Б о. Бельковский. Масштаб: 1 : 500 000. Издание 1986 г.
- http://maps.vlasenko.net/?lon=136.264&lat=75.30